# Annalisa Tardino
Annalisa Tardino, née le 30 avril 1979 à Licata, est une avocate et femme politique.

## Biographie
Annalisa Tardino naît le 30 avril 1979 à Licata,. Avocate, elle est éluee députée européenne en 2019.
Mariée, elle est mère d'un enfant.